# ویل هرد
ویل هرد (انگلیسی: Will Hurd؛ زادهٔ ۱۹ اوت ۱۹۷۷) سیاست‌مدار آمریکایی است که هم‌اکنون نمایندگی حوزه انتخابیه بیست‌وسوم تگزاس را در مجلس نمایندگان آمریکا بر عهده دارد. این حوزه ۸۰۰ مایل از سن آنتونیو، تا ال پاسو در کنار مرز آمریکا و مکزیک امتداد دارد. او نخستین جمهوریخواه سیاهپوستی است که از تگزاس به کنگره برگزیده شده‌است.